# あゆみ橋 (相模川)
あゆみ橋（あゆみばし）は、神奈川県海老名市と厚木市を結ぶ、相模川に架かる道路橋である。

## 歴史

### 前史

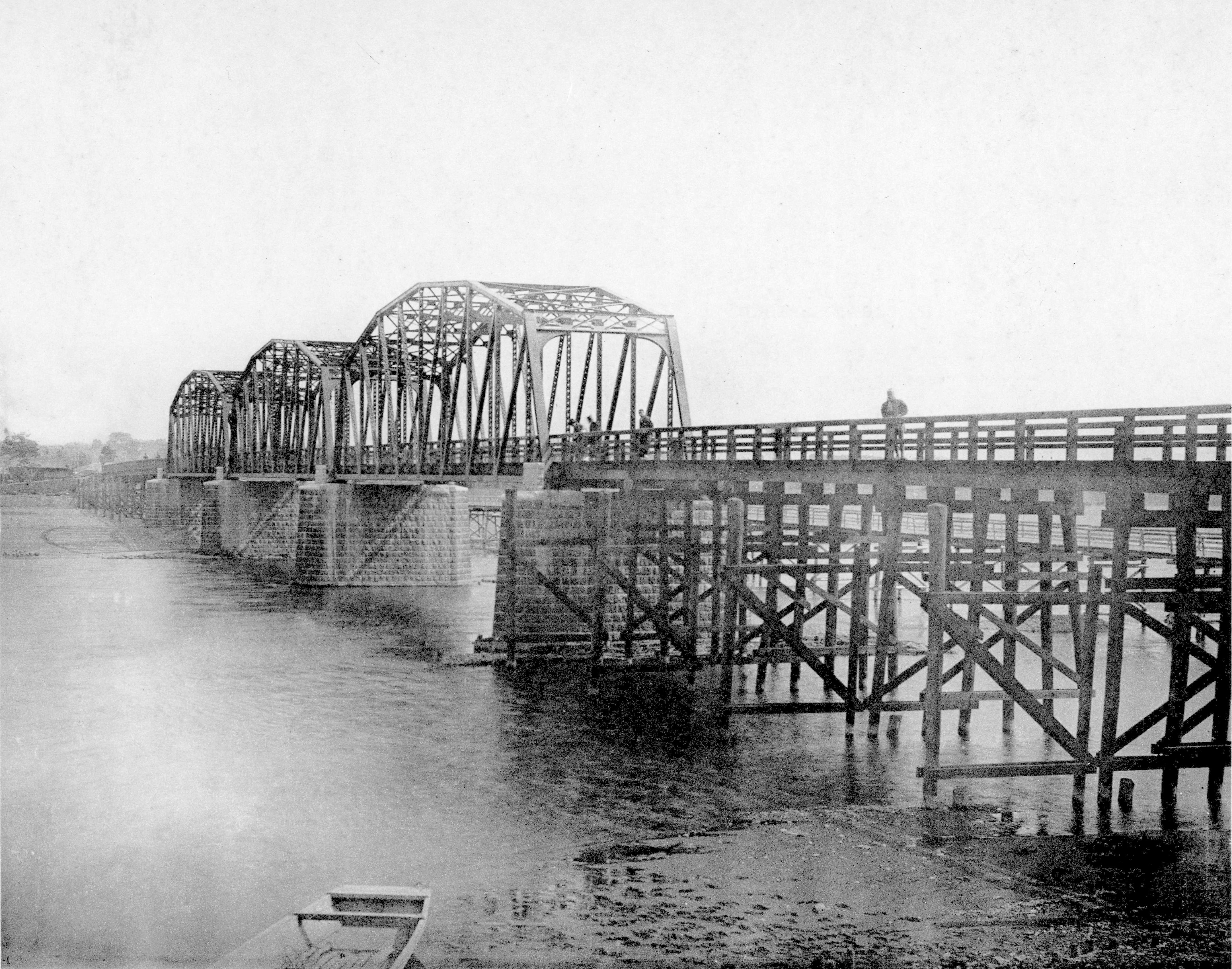
相模橋（大正11年頃）

この橋の位置には、もともと「相模橋」と称する橋があった（詳細は相模大橋#歴史を参照）。
現在の相模大橋の開通とともに、相模橋は廃橋となったが、地域住民の要望により、流されてもすぐに架け直せるような簡易な構造の沈下橋「相模小橋」を架けることになり、1966年（昭和41年）5月24日に開通した。それ以後、潜水橋に由来する「もぐり橋」という通称で、地域住民に親しまれた。
大雨で橋の一部が流れてしまった場合、海老名市と厚木市が毎年交代で費用を負担することになっていた。しかし台風が多い年は予算超過となる上、毎年交代での費用負担は不公平に見えることもあった。また夜間は危険なため、午後7時から午前5時までは人も含めて全ての通行ができないことになっており、これは地域住民には不便であった。
また幅が狭く、海老名側から厚木方面への一方通行であるため、厚木市民側からは不公平だと言う意見も多かった。

### あゆみ橋の開通
このような理由から、恒久的な橋に架け替えることになった。1992年（平成4年）10月に着工し、1996年（平成8年）2月1日にあゆみ橋が開通した。
なお、あゆみ橋は接続路も含めて、大型車の通行が禁止されており、これら車両は相模大橋に迂回する必要がある。

### 延伸整備事業
圏央道の開通や周辺の道路事情の変化により、2009年度（平成21年度）から2012年度（平成24年度）にかけてあゆみ橋延伸整備事業を行うことになった。それに伴い、2012年（平成24年）1月17日から全面通行止めにして工事を実施し、2012年（平成24年）4月27日に工事を完了した。この工事により、橋梁が海老名側へ126.8m延伸された。

## 建築

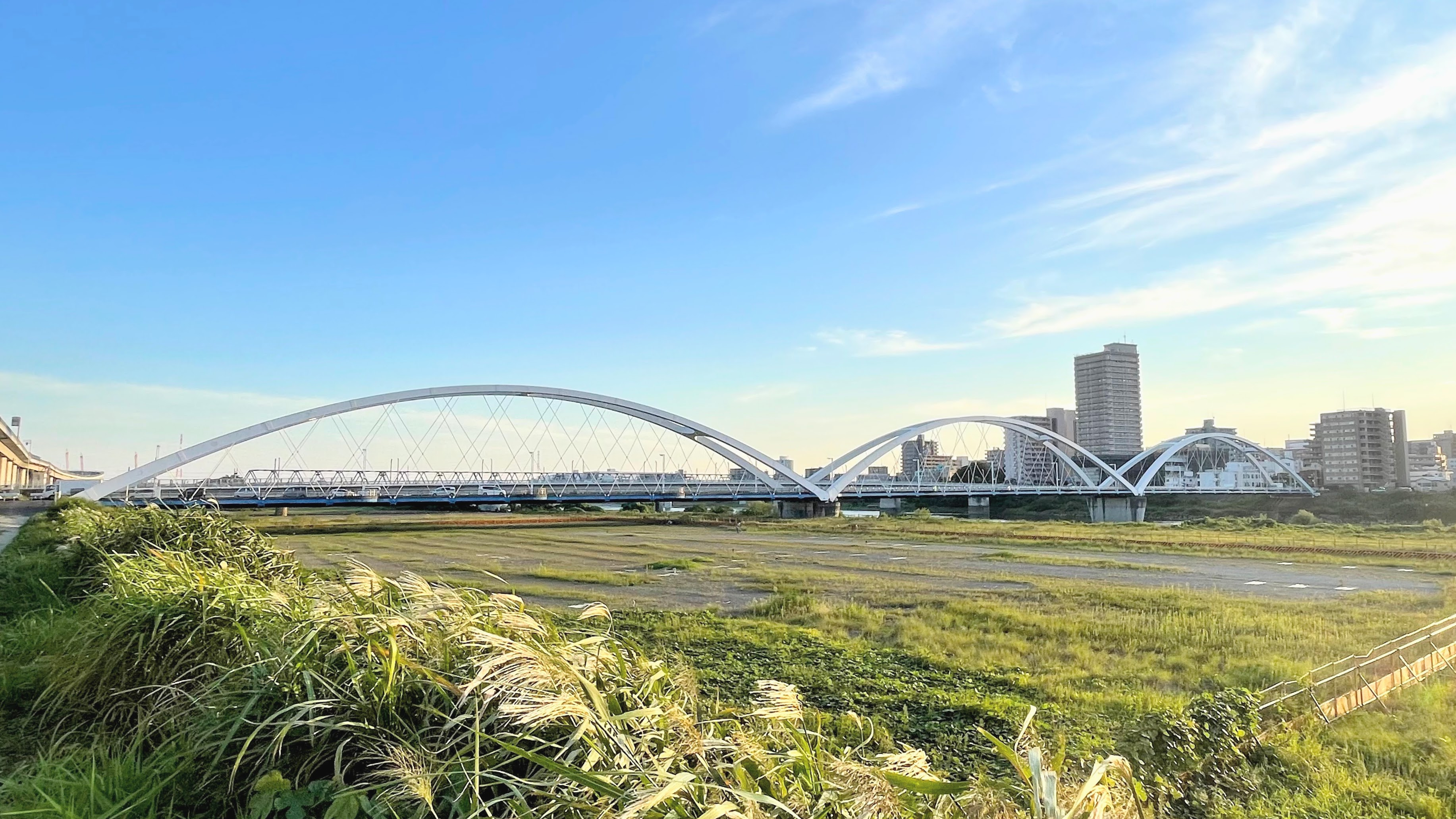
海老名市側の上流から見たあゆみ橋

あゆみ橋はバスケット・ハンドル型ニールセン・ローゼ橋である。
- 種別 - 道路橋
- 形式 - バスケット・ハンドル型ニールセン・ローゼ桁
- 橋長 - 236m
- 支間 - 118m
- 幅員 - 9.5m
- 活荷重 - TL-20
- 施主 - 厚木市
- 橋梁設計 - 間瀬コンサルタント
- 橋桁製作 - トピー工業・日本鋼管

## ギャラリー

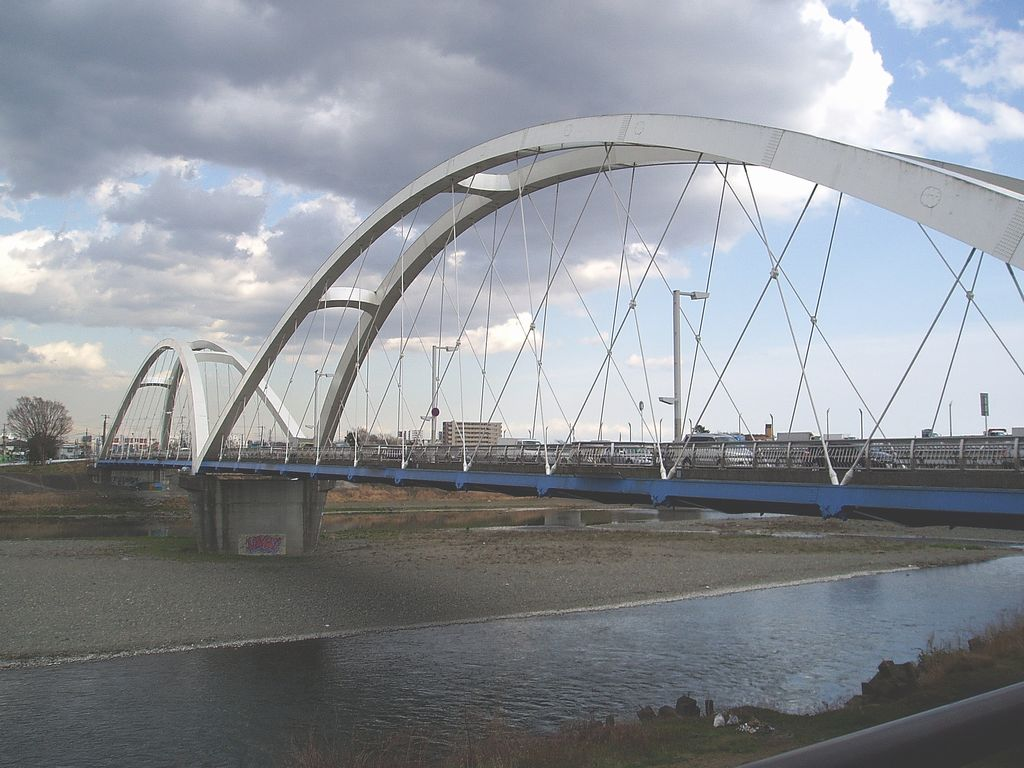
あゆみ橋（厚木市側上流から）
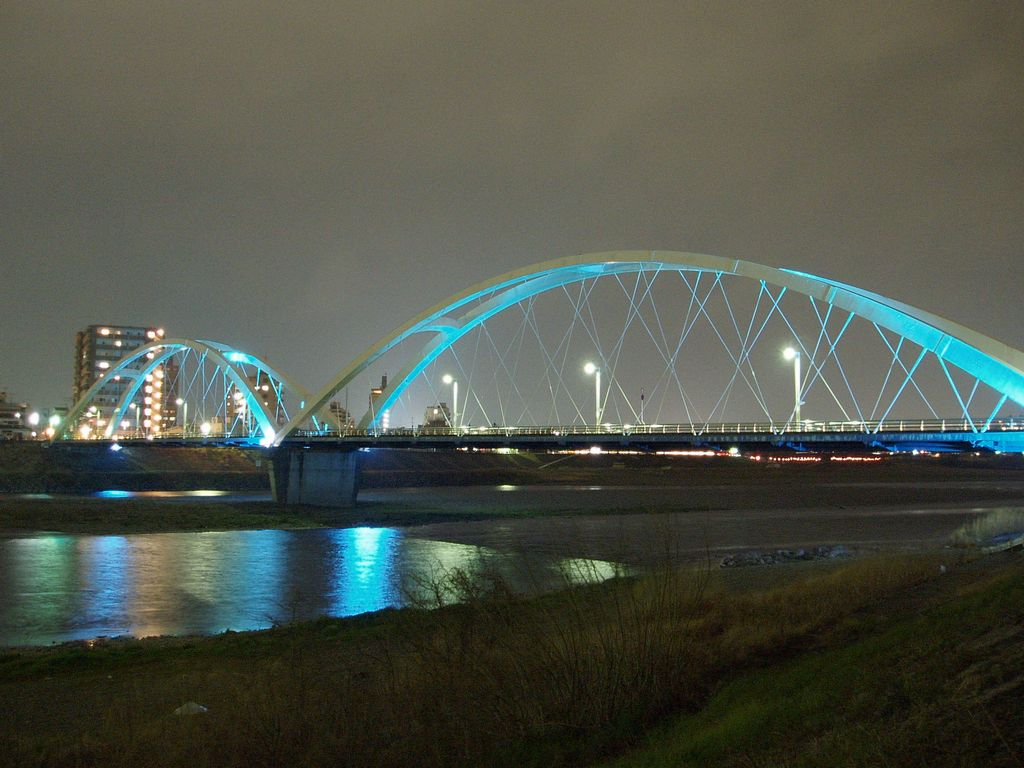
夜のあゆみ橋（海老名市側下流から）
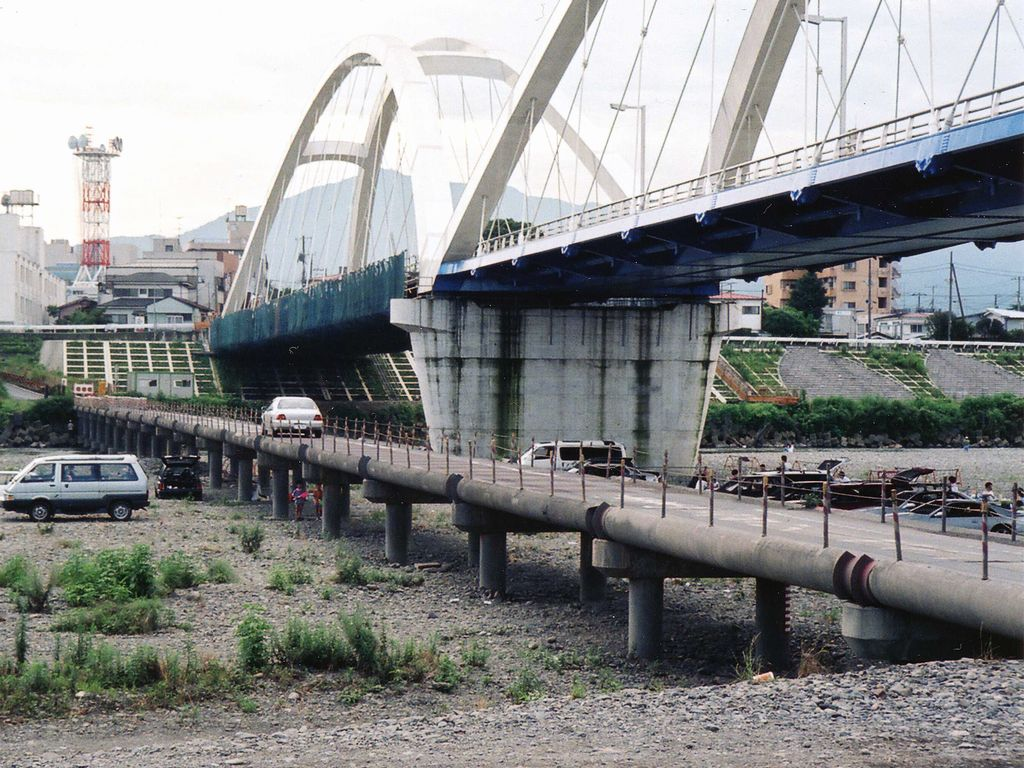
1996年まで使用されていた相模小橋（もぐり橋）。既にあゆみ橋は完成が近い（海老名市側下流から）
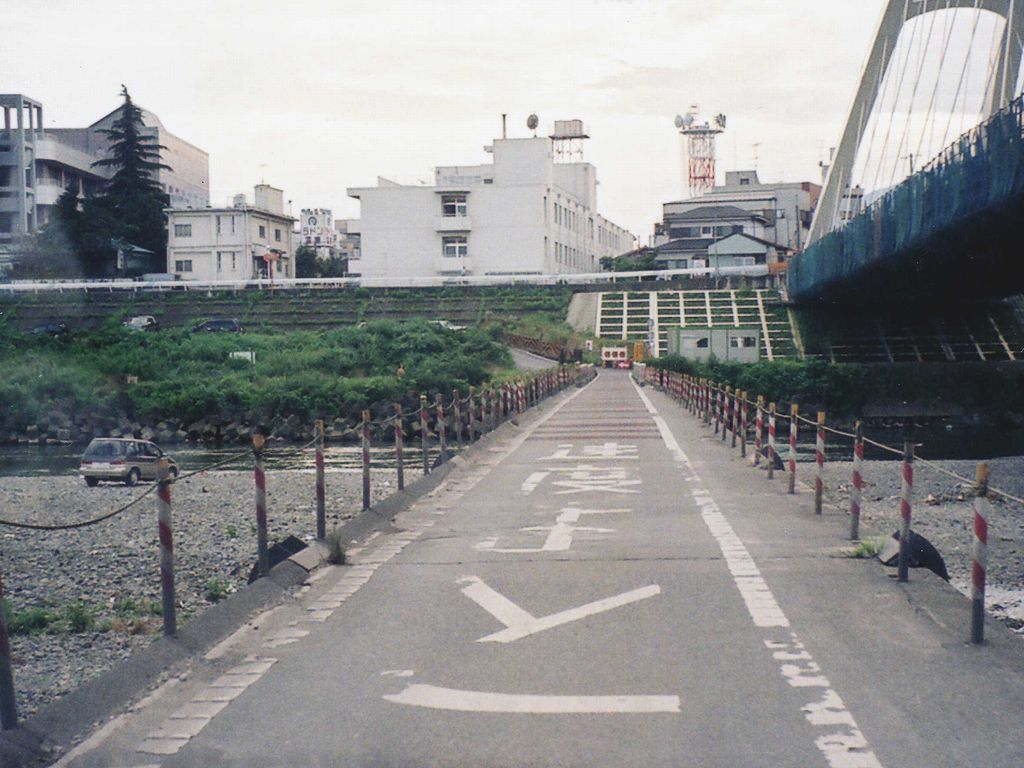
相模小橋（もぐり橋）。欄干はロープを張っただけであった

## 近隣の橋
（上流）- 新相模大橋 - 上郷水管橋 - 圏央相模川橋 - あゆみ橋
あゆみ橋 - 相模大橋 - 相模川橋梁 (小田急小田原線) - 相模川橋 -（下流）